# Lençóis Paulista

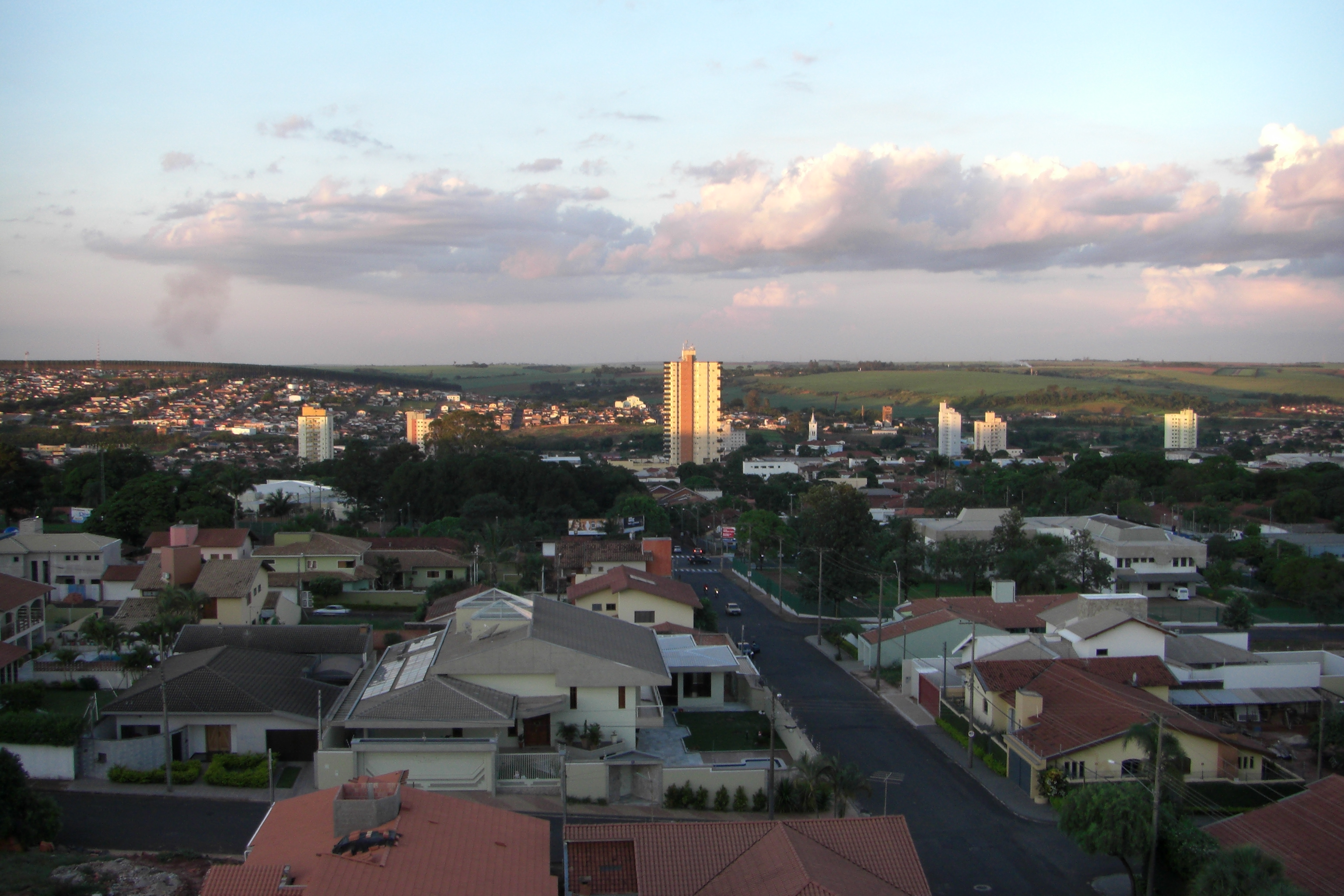
Vista de la ciudad de Lençóis Paulista.

Lençóis Paulista es un municipio en el Estado de São Paulo, en Brasil. Situado en Micro y Mesorregión de Bauru.

## Contexto
Fundada en 28 de abril de 1858, se localiza en una latitud 22º35'55" sur y en una longitud 48º48'01" oeste, en el centro-oeste del Estado. La ciudad está a una altitud de 550 metros sobre el nivel del mar.

## Localización y límites
Los municipios vecinos de Lençóis Paulista son Macatuba, Pederneiras y Agudos al norte; Borebi al oeste; Avaré y Botucatu al sur; y Pratânia, Areiópolis y São Manuel al este.

## Geografía
Su territorio es drenado por las aguas del Río Lençóis, que es incluso el manantial responsable por el abastecimiento de agua de la ciudad. Su clima es tropical de altitud, con máximas próximas a los 38 °C entre noviembre y febrero, y mínimas próximas a los 4 °C entre junio y agosto.

### Hidrografía
- Rio Lençóis
- Rio da Prata

## Demografía
- Población Total: 97.432 habitantes en 2005
- Población Urbana: 72.941 hab
- Población Rural: 21.391 hab
- Crecimiento demográfico: 1,89% al año
- Tasa de Urbanización: 96,04%
- Razón de sexo: 99,88 hombres / 100 mujeres
- Población mayor de 60 años: 8,9%
- Densidad Demográfica: 74,67 hab/km²
- Tasa de mortalidad infantil: 10,85/1000
- Rendimiento Medio Mensual de las Personas Responsables por los Domicílios: 838,24
- Número Medio de Habitantes por Domicilio: 3,7
- Red de Alcantarillado: 98,73% de los domicilios
- Red de Agua: 99,61% de los domicilios
- Tasa de analfabetismo: 8,07%
- Índice de Desarrollo Humano Municipal - IDHM: 0,813

- Fuente: SEADE e IBGE

## Vías de comunicación
- Carretera SP-300 - SP-300 Marechal Rondon
- Carretera SP-261 - SP-261 Osni Matheus
- Aeródromo Municipal de Lençóis Paulista - "Ângelo Simioni" (ICAO: SDLP, IATA: QGC)

## Economía local
La base de la economía de la ciudad es la industria, con destaque para la producción de azúcar, alcohol, celulosa, aceite, estructuras metálicas y alimentos. En la agricultura, se destacan las producciones de caña, maíz, frijoles y madera. El comercio, por muchos años estaba subordinado a la ciudad vecina de Bauru, hoy pasa por un período de expansión.

## Hijos ilustres
- Orígenes Lessa - escritor
- Guilherme Leme - actor
- Claudinei Quirino - velocista
- Miguel de Oliveira - boxeador

## Además
Tiene la biblioteca más grande del interior de São Paulo, una universidad privada e una escuela técnica del gobierno.